# Angelo Almeida
Angelo Almeida (Feira de Santana, 29 de novembro de 1963), é um político brasileiro, filiado ao PSB. Nas eleições de 2022, foi eleito deputado estadual pela Bahia.